# Farrell McElgunn
Farrell McElgunn (n. 5 ianuarie 1932 – d. 2 martie 2020) a fost un om politic irlandez, membru al Parlamentului European în perioada 1973 din partea Irlandei.
1. 1 2   https://www.oireachtas.ie/en/members/member/Farrell-McElgunn.S.1968-11-21 Lipsește sau este vid: |title= (ajutor)